# Digital Fairness Act
Der Digital Fairness Act (DFA), auf Deutsch etwa "Gesetz für digitale Fairness", ist ein Legislativvorschlag der Europäischen Kommission, für den Michael McGrath in der Kommission von der Leyen II zuständig ist. Das Gesetz wird sich mit Dark Pattern und Influencer-Marketing befassen.

## Hintergrund
Die EU-Kommission hat im Oktober 2024 einen "Digital Fairness Fitness Check" durchgeführt, der die Eignung bestehender Verbraucherschutzgesetze überprüfte. Dabei wurde festgestellt, dass die aktuellen Regelungen für die digitale Welt nicht ausreichend sind. Verbraucher verlieren durch schädliche Online-Praktiken schätzungsweise 7,9 Milliarden Euro pro Jahr.

## Hauptziele
Der Digital Fairness Act soll unethische Techniken und kommerzielle Praktiken im Internet regulieren, insbesondere:
- Dark Patterns und manipulatives Interface-Design
- Suchterzeugendes Design digitaler Produkte
- Problematische Praktiken von Social-Media-Influencern
- Personalisierte Werbung, die Schwächen der Nutzer ausnutzt
- Schwierigkeiten bei der Verwaltung digitaler Abonnements[8]

## Regulierungsbereiche
Der Gesetzesentwurf soll sich besonders auf folgende Bereiche konzentrieren:
- Fairness by Design und Default für Websites und Apps.
- Verbot von manipulativem Design.
- Klare Design- und Transparenzvorgaben.
- Standardisierte, leicht verständliche AGB.
- Recht auf menschliche Ansprechpartner.[9]

Der Digital Fairness Act wird das bestehende EU-Digitalrecht ergänzen, zu dem bereits der Digital Services Act, Digital Markets Act und andere Verordnungen gehören.

## Zeitleiste
- 13. November 2020: Die EU-Kommission erklärt in ihrer neuen Verbraucheragenda, dass „die Verbraucher/innen online von einem Schutzniveau profitieren [sollten], das dem Offline-Schutzniveau vergleichbar ist“.[11]
- 22. Februar 2021: Der Rat der EU nimmt Schlussfolgerungen zur neuen Verbraucheragenda an.[12]
- 12. Dezember 2023: Das Europäische Parlament nimmt eine Entschließung zur suchterzeugenden Gestaltung von Online-Diensten und zum Verbraucherschutz im EU-Binnenmarkt an.[13][14]
- 3. Oktober 2024: Die EU-Kommission veröffentlicht den Abschlussbericht zum Digital Fairness Fitness Check.[1][15][16]
- 5. November 2024: Der designierte Kommissar Michael McGrath wird von Abgeordneten des Europäischen Parlaments zu seinem Plan für das Gesetz zur digitalen Fairness befragt.[17][18][19][20]